# Bedele (distrikt)
Bedele är ett distrikt i Etiopien.   Det ligger i regionen Oromia, i den centrala delen av landet, 270 km väster om huvudstaden Addis Abeba.